# Georg Mertz
Georg Mertz (* 8. November 1858 in Kronberg im Taunus; † im 20. Jahrhundert) war ein deutscher Politiker (SPD).

## Leben
Mertz machte eine Schreinerlehre und arbeitete als Schreinergeselle in Kronberg. Dort war er 1897 eines der ersten Mitglieder im sozialdemokratischen Wahlverein in Kronberg im Taunus. 1906 wurde er Vorsitzender der Kronberger SPD. 1922 bis 1925 war er (als Nachrücker für den verstorbenen Johann Jakob Odenweller) für den Wahlkreis Obertaunuskreis Abgeordneter im Nassauischen Kommunallandtag und des Provinziallandtags der Provinz Hessen-Nassau. Im Kommunallandtag war er Mitglied des Bauausschusses. Seine Kandidatur bei den Wahlen zum Kommunallandtag 1925 war erfolglos.